# Hans Reifferscheid
Johann Alexander gnt. Hans Reifferscheid (geboren am 16. August 1901 in Moselweiß; gestorben am 9. Dezember 1982 in Euskirchen) war ein deutscher Landschafts- und Figurenmaler. 

## Leben
Reifferscheid schuf als Autodidakt zahlreiche Ölgemälde, insbesondere aus dem Raum Mosel, Eifel und Mittelrhein, aber auch maritime oder Bergmotive. 